# الفلبين وأسلحة الدمار الشامل
لم تُعرف الفلبين أو لم يُعتقد بامتلاكها أسلحة دمار شامل. تحظر المادة الثانية، القسم الثامن من الدستور الفلبيني صراحةً وجود أسلحة نووية في الفلبين.
تحظر الفلبين، باعتبارها دولة مصادقة على معاهدة حظر الأسلحة البيولوجية، جميع عمليات إنتاج الأسلحة البيولوجية واستيرادها في البلاد. وقعت أيضًا على معاهدة إنشاء منطقة خالية من الأسلحة النووية في جنوب شرقي آسيا، محفزةً بذلك وجود منطقة آسيوية جنوب شرقية خالية من الأسلحة النووية.

## الطاقة النووية والأسلحة
بدأ البرنامج النووي الفلبيني عام 1958 بإنشاء لجنة الطاقة الذرية الفلبينية بموجب قانون الجمهورية رقم 2067. بعد عام من إعلان فرديناند ماركوس الأحكام العرفية في عام 1972، أعلن عن قراره ببناء محطة لتوليد الطاقة النووية في باتان. كان ذلك ردًا على أزمة النفط عام 1973، إذ فرض حظر النفط في الشرق الأوسط ضغطًا شديدًا على الاقتصاد الفلبيني، واعتقد ماركوس أن الطاقة النووية هي الحل لتلبية احتياجات البلاد من الطاقة وتقليل الاعتماد على النفط المستورد. اكتُملت المحطة في عام 1984. لكن بعد عامين، تحديدًا في عام 1986 الذي عُزل فيه ماركوس عن السلطة في أعقاب الثورة الفلبينية، وهو نفس العام الذي انفجر فيه المفاعل النووي عرضًا في تشرنوبل، في الاتحاد السوفيتي (الذي أصبح الآن جزءًا من أوكرانيا)، قررت الرئيسة الجديدة كورازون أكينو عدم تشغيل المحطة، ويرجع هذا جزئيًا إلى المعضلات المتعلقة بموقعها القريب من خطوط الصدع الرئيسية وجبل بيناتوبو البركاني، الذي ثار في عام 1991.
في عام 2016، زعم السيناتور خوان بونس إنريل، وزير الدفاع السابق تحت إدارة ماركوس، أن محطة باتان للطاقة النووية كان من المفترض أن تُستخدم في تطوير برنامج للأسلحة النووية. في حين أكد أن الغرض الرئيسي للمنشأة هو توليد الكهرباء، زعم أن الغرض الثاني من محطة الطاقة النووية يتمثل في إنتاج الأسلحة النووية. تكهن إنريل بأن نجاح الفلبين في تطوير الأسلحة النووية، سيردع الصين من ملاحقة المطالبات العدوانية في بحر الصين الجنوبي. غير أنه اعترف بأنه نفسه لم يكن على علم بالآليات والتكنولوجيا المتعلقة بإنتاج الأسلحة النووية.
في أثناء الحرب الباردة، وتحديدًا في فترة حكم ماركوس بين عامي 1965 و1986، خُزنت الرؤوس الحربية النووية الأمريكية سرًا في البلاد. لم يعرف الشعب الفلبيني ذلك حتى وقت لاحق من النظام، ولم يعرف به سوى ماركوس عندما أبلِغ سرًا من قبل مستشاري الجيش الأمريكي في عام 1966. غير أنه توجد حاليًا حركة في البلاد تهدف إلى وقف بناء محطات الطاقة النووية في البلاد وإنهاء وجود القواعد العسكرية الأمريكية فيها، التي يُعتقد أنها تحتوي على أسلحة نووية على الأراضي الفلبينية.
على الرغم من استفزازات الصين منذ العقد الثاني من القرن الحادي والعشرين وسط النزاعات حول بحر الصين الجنوبي، اختلف الرئيس بنيغنو سيميون آكينو الثالث بشأن السماح للفلبين بامتلاك الأسلحة النووية. برر ذلك بالافتقار إلى الأموال الحكومية لصنع مثل هذا السلاح، بالإضافة إلى أن امتلاك مثل هذا السلاح لن يؤدي إلا إلى تصعيد التوترات بين الدولتين.
في عام 2019، أكد خوان بونس إنريل مجددًا احتجاجه السابق في عام 2016 بأنه كان ينبغي على الفلبين تطوير أسلحة نووية لتأكيد مطالباتها، وخاصةً في تعزيز قرار التحكيم الدولي لقضية الفلبين ضد الصين، المتعلقة بنزاعاتها الإقليمية مع الصين. قال وزير الدفاع ديلفين لورينزانا ردًا على تصريح إنريل أن الفلبين لا تعتزم تطوير أسلحة نووية بسبب محدودية القدرات التكنولوجية للبلاد وكذا التزاماتها القانونية مثل التوقيع على معاهدة الحد من انتشار الأسلحة النووية.